# 以法莲

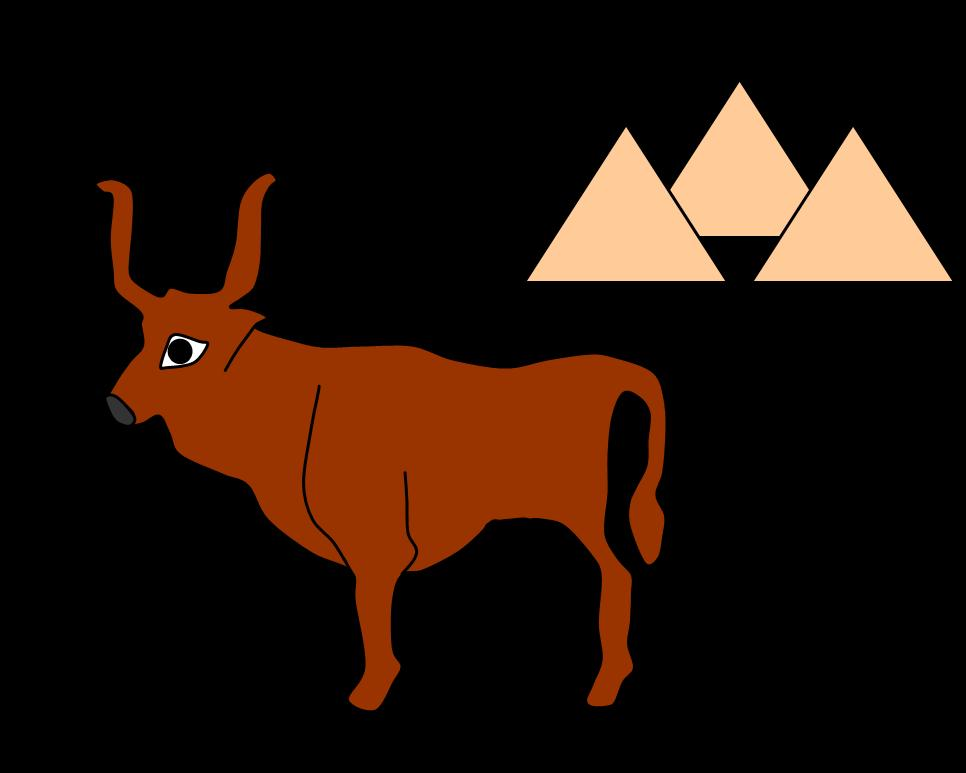
以法莲支派的象征

以法莲（希伯來語：‎ ʾEp̄rayīm、אֶפְרָיִם‬ ʾEp̄rāyīm）天主教思高聖經譯厄弗辣因，约瑟的次子，生于埃及（创世纪41:52; 46:20），意思是「使之昌盛」。他的后代是以色列十二支派之一的以法莲支派。

雅各（即以色列）临终前，眼睛昏花，不能看见；给约瑟的两个儿子祝福。约瑟使以法莲对着以色列的左手；玛拿西对着以色列的右手。「但以色列伸出右手来，按在以法莲的头上（以法莲乃是次子），又剪搭过左手来，按在玛拿西的头上（玛拿西原是长子）」。虽然约瑟不喜悦，要提起他父亲的手，要从以法莲的头上挪到玛拿西的头上。以色列不肯，坚持立以法莲在玛拿西之前。（创世纪48章）约瑟生前得见以法莲第三代的子孙（创世纪 50:23）。

### 家庭
- 父：約瑟
- 子：書提拉、以謝（被迦特人殺害）、以列（被迦特人殺害）、比利亞（意指「遭禍」，紀念以謝、以列被殺害）
- 女：舍伊拉（建築了下伯和崙、上伯和崙、與烏羨舍伊拉）[1]

### 後代
- 嫩的兒子約書亞